# Wirus Epsteina-Barr

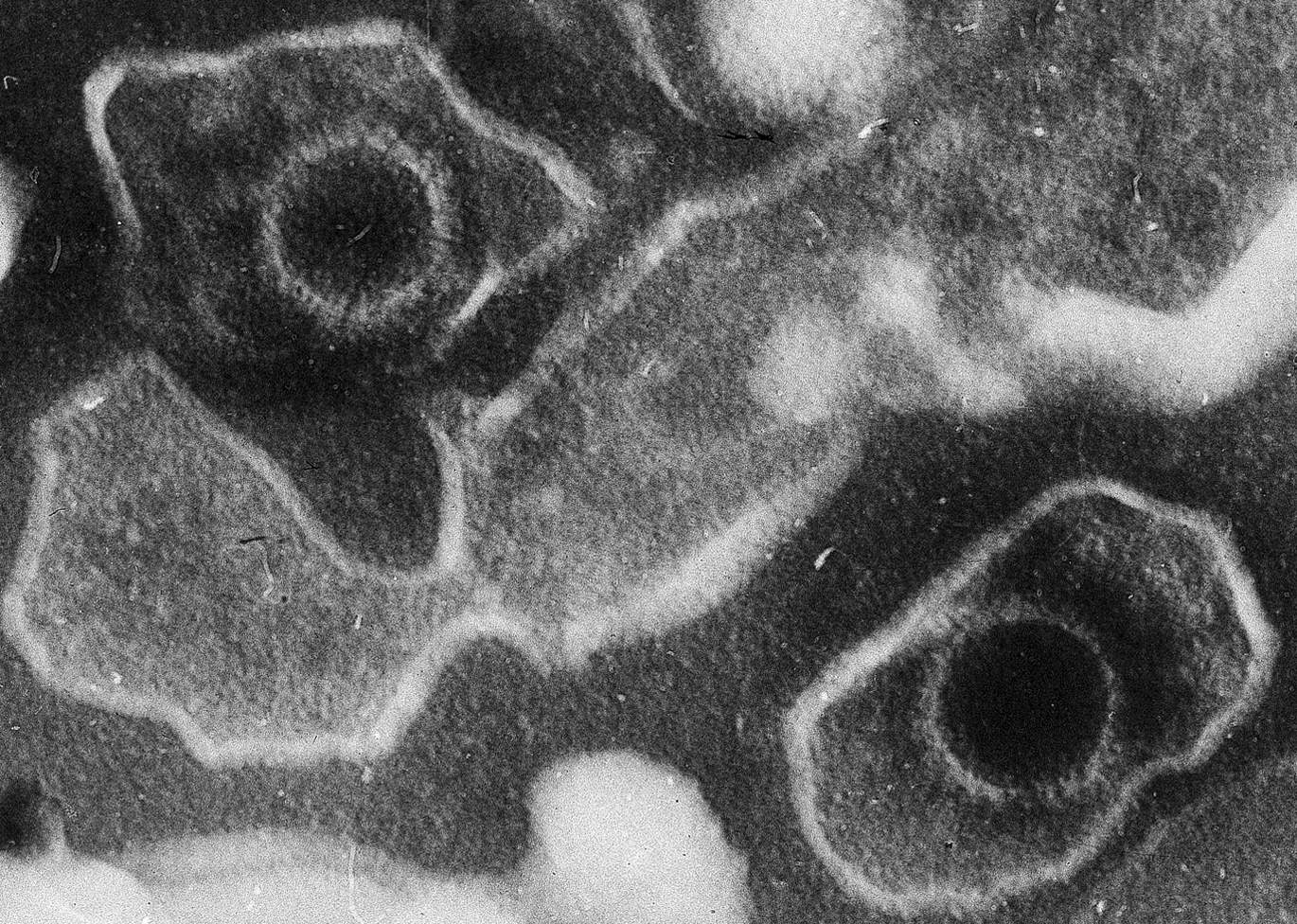
Obraz wirionów wirusa Epsteina-Barr w mikroskopie elektronowym

Wirus Epsteina-Barr (EBV; ludzki herpeswirus 4, HHV-4) – wirus z rodzaju Herpes (podobnie jak m.in. Herpes simplex i cytomegalowirus), jeden z najpowszechniej występujących u ludzi wirusów. Większość osób przechodzi zakażenie bezobjawowo. Jego nazwa pochodzi od nazwisk Michaela Epsteina i Yvonne Barr, którzy odkryli go w 1964 roku.

## Cechy
Wiriony Epsteina-Barr mają otoczkę i są kształtu sferycznego. Mają średnicę 120–220 nm. Na powierzchni wirionów występują kolcopodobne wypustki, które dają obraz szorstkiej powierzchni. Całkowita długość genomu wirusa wynosi 170 tys. nukleotydów. Sekwencja DNA jest znana już od roku 1984.

## Patogeneza
Wirus atakuje przede wszystkim limfocyty B, w których rozpoczyna latentną (ukrytą) formę zakażenia (w postaci episomu), które trwa do końca życia.
Wirus ten posiada również potencjał onkogenny: odpowiada za endemiczną postać chłoniaka w Afryce Równikowej (chłoniak Burkitta) oraz raka jamy nosowo-gardłowej.
Wirus jest związany z etiologią również innych podtypów chłoniaków, także u osób, u których nie wystąpiły nigdy objawy zakażenia wirusem. Ryzyko wystąpienia chłoniaka związanego z zakażeniem wirusem Epsteina-Barr rośnie u osób po przeszczepach, chorych na AIDS oraz chorych w immunosupresji.
W ostatnich latach wskazuje się go jako możliwy czynnik etiologiczny zespołu przewlekłego zmęczenia i depresji (tzw. chroniczny zespół Epsteina-Barr CEBV).

## Mononukleoza zakaźna
Wirus Epsteina-Barr może wywołać mononukleozę zakaźną. Występuje ona, gdy pierwszy kontakt z wirusem nastąpi w okresie dojrzewania lub później. Stąd do mononukleozy dochodzi głównie w krajach rozwiniętych, gdyż w krajach rozwijających się do zakażenia dochodzi najczęściej przed około 18 miesiącem życia. Przeciwciała przeciw EBV występują u prawie wszystkich ludzi w krajach rozwijających się, natomiast w USA u 60–70% populacji.